# Trappe, Pennsylvania
Trappe este o localitate și o diviziune administartivă, Borough of Trappe, din comitatul Montgomery, statul american Pennsylvania, locul de naștere al primului Speaker al Camerei reprezentanților Statelor Unite ale Americii, Frederick Muhlenberg.
1. ↑   https://trappeborough.com/departments/officials-staff/, accesat în 12 aprilie 2022 Lipsește sau este vid: |title= (ajutor)
2. ↑  , 2010 U.S. Gazetteer Files[*] Lipsește sau este vid: |title= (ajutor);